# Dave Goldberg

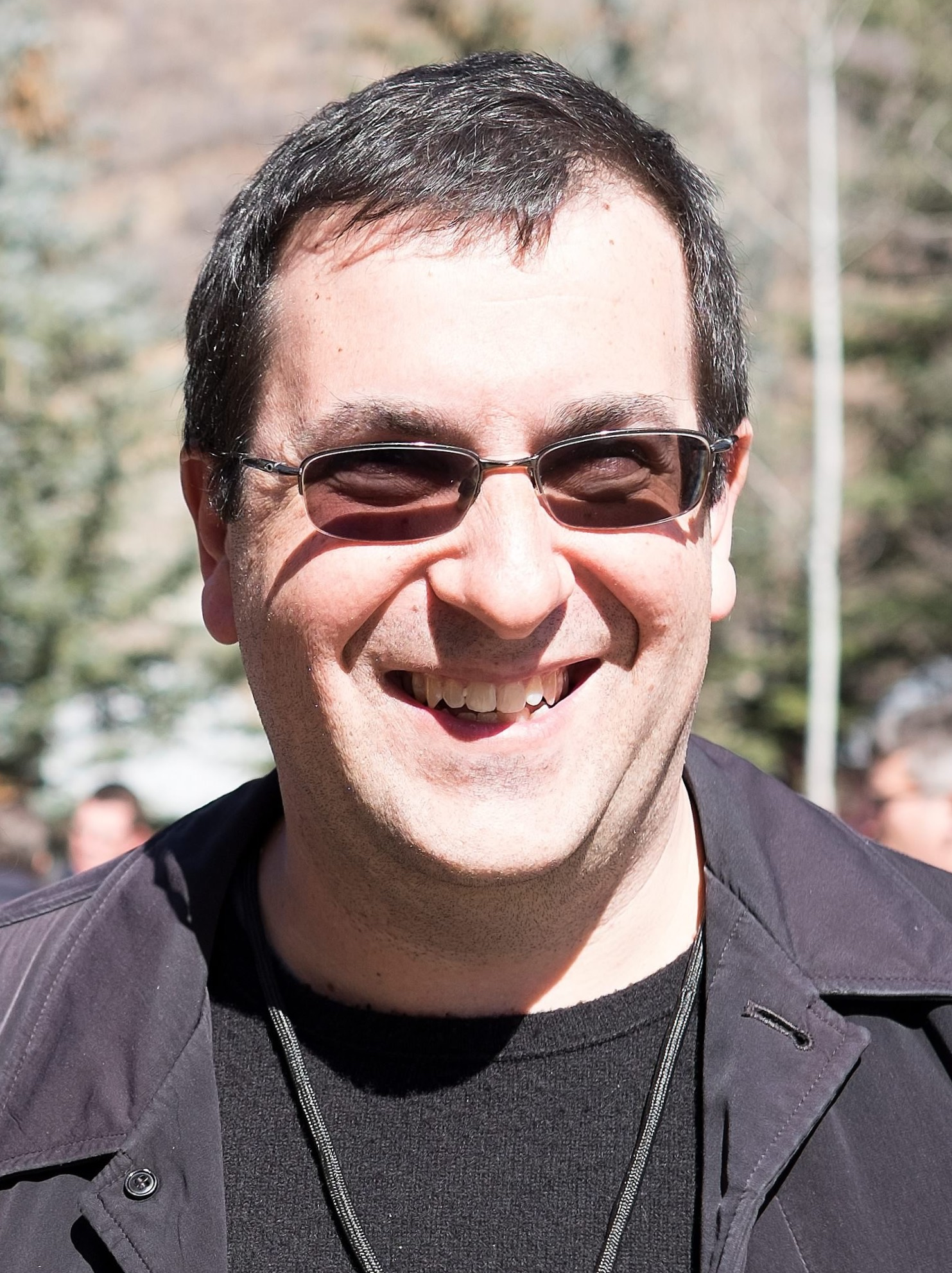
Dave Goldberg, 2015

David Bruce „Dave“ Goldberg (* 2. Oktober 1967 in Chicago, Illinois; † 1. Mai 2015 in Nuevo Vallarta, Mexiko) war ein US-amerikanischer Unternehmer und Milliardär. Er gründete diverse Internet-Unternehmen und arbeitete bei Yahoo.
Goldberg gilt als Vorreiter der Musikvermarktung über das Internet und war unter anderem in Unternehmen wie Napster involviert. Zuletzt war er Chief Executive Officer (CEO) des Unternehmens SurveyMonkey.
Goldberg war seit 2004 mit der Managerin Sheryl Sandberg verheiratet und hatte mit ihr zwei Kinder.
Er starb im Mai 2015 im Alter von 47 Jahren an einem Herzinfarkt.